# Liste der Bodendenkmäler in Konnersreuth
Auf dieser Seite sind die Bodendenkmäler in dem Oberpfälzer Markt Konnersreuth zusammengestellt. Diese Tabelle ist eine Teilliste der Liste der Bodendenkmäler in Bayern. Grundlage ist die Bayerische Denkmalliste, die auf Basis des Bayerischen Denkmalschutzgesetzes vom 1. Oktober 1973 erstmals erstellt wurde und seither durch das Bayerische Landesamt für Denkmalpflege geführt wird. Die folgenden Angaben ersetzen nicht die rechtsverbindliche Auskunft der Denkmalschutzbehörde.

## Bodendenkmäler in Konnersreuth
| Lage                    | Objekt | Akten-Nr.     | Bild                                    |
| ----------------------- | --- | ------------- | --------------------------------------- |
| Kirchplatz 2 (Standort) | Archäologische Befunde des Mittelalters und der frühen Neuzeit im Bereich der katholischen Pfarrkirche St. Laurentius in Konnersreuth, darunter die Spuren von Vorgängerbauten bzw. älterer Bauphasen. | D-3-5939-0031 | weitere Bilder                          |
| (Standort)              | Archäologische Befunde des Mittelalters und der frühen Neuzeit im Bereich des ehemaligen Schlosses in Fockenfeld.                                                                                      | D-3-5939-0032 | Archäologische Befunde des Mittelalters |
| (Standort)              | Archäologische Befunde der abgegangenen mittelalterlichen und frühneuzeitlichen Kirche St. Ursula bei Fockenfeld.                                                                                      | D-3-6039-0036 |                                         |